# Oneta
Oneta – miejscowość i gmina we Włoszech, w regionie Lombardia, w prowincji Bergamo.
Według danych na styczeń 2009 gminę zamieszkiwało 666 osób przy gęstości zaludnienia 36,6 os./1 km².